# Баргтехајде
Баргтехајде (њем. Bargteheide) град је у њемачкој савезној држави Шлезвиг-Холштајн. Једно је од 55 општинских средишта округа Штормарн. Према процјени из 2010. у граду је живјело 14.882 становника. Посједује регионалну шифру (AGS) 1062006, NUTS (DEF0F) и LOCODE (DE BAR) код.

## Географски и демографски подаци
Баргтехајде се налази у савезној држави Шлезвиг-Холштајн у округу Штормарн. Град се налази на надморској висини од 48 метара. Површина општине износи 15,8 km². У самом граду је, према процјени из 2010. године, живјело 14.882 становника. Просјечна густина становништва износи 940 становника/km².

## Међународна сарадња
| Мјесто | Држава    | Врста сарадње | Од    |
| ------ | --------- | ------------- | ----- |
|        | Пољска    | партнерство   | 2001. |
|        | Француска | партнерство   | 1969. |
| Извор  |           |               |       |